# العلاقات الألبانية الطاجيكستانية
العلاقات الألبانية الطاجيكستانية هي العلاقات الثنائية التي تجمع بين ألبانيا وطاجيكستان.

## مقارنة بين البلدين
هذه مقارنة عامة ومرجعية للدولتين:
| وجه المقارنة                                              | ألبانيا                                                    | طاجيكستان                          |
| --------------------------------------------------------- | ---------------------------------------------------------- | ---------------------------------- |
| المساحة (كم2)                                             | 28.75 ألف                                                  | 143.10 ألف                         |
| عدد السكان (نسمة)                                         | 3.02 مليون                                                 | 8.92 مليون                         |
| الكثافة السكانية (ن./كم²)                                 | 105.04                                                     | 62.33                              |
| العاصمة                                                   | تيرانا                                                     | دوشنبه                             |
| اللغة الرسمية                                             | اللغة الألبانية                                            | اللغة الطاجيكية                    |
| العملة                                                    | ليك ألباني                                                 | ساماني طاجيكي، الروبل الطاجيكستاني |
| الناتج المحلي الإجمالي (بليون دولار)                      | 13.04 مليار                                                | 7.15 مليار                         |
| الناتج المحلي الإجمالي (تعادل القوة الشرائية) بليون دولار | 33.17 مليار                                                | 24.03 مليار                        |
| الناتج المحلي الإجمالي الاسمي للفرد دولار أمريكي          | 3.94 ألف                                                   | 925                                |
| الناتج المحلي الإجمالي للفرد دولار أمريكي                 | 11.11 ألف                                                  | 2.69 ألف                           |
| مؤشر التنمية البشرية                                      | 0.764                                                      | 0.624                              |
| رمز المكالمات الدولي                                      | +355                                                       | +992                               |
| رمز الإنترنت                                              | .al                                                        | .tj                                |
| المنطقة الزمنية                                           | توقيت وسط أوروبا، ت ع م+01:00، ت ع م+02:00، أوروبا/تيرانا ‏ | ت ع م+05:00                        |

## منظمات دولية مشتركة
يشترك البلدان في عضوية مجموعة من المنظمات الدولية، منها:
| علم المنظمة | اسم المنظمة                        | تاريخ انضمام ألبانيا | تاريخ انضمام طاجيكستان |
| ----------- | ---------------------------------- | -------------------- | ---------------------- |
|             | الاتحاد البريدي العالمي            | ?                    | ?                      |
|             | مؤسسة التنمية الدولية              | 15 أكتوبر 1991       | 4 يونيو 1993           |
|             | منظمة حظر الأسلحة الكيميائية       | ?                    | ?                      |
|             | الأمم المتحدة                      | 14 ديسمبر 1955       | 2 مارس 1992            |
|             | وكالة ضمان الاستثمار متعدد الأطراف | 15 أكتوبر 1991       | 9 ديسمبر 2002          |
|             | منظمة الشرطة الجنائية الدولية      | ?                    | ?                      |
|             | مؤسسة التمويل الدولية              | 15 أكتوبر 1991       | 2 ديسمبر 1994          |
|             | الاتحاد الدولي للاتصالات           | 2 يونيو 1922         | 28 أبريل 1994          |
|             | البنك الدولي للإنشاء والتعمير      | 15 أكتوبر 1991       | 4 يونيو 1993           |
|             | منظمة التعاون الإسلامي             | ?                    | ?                      |
|             | منظمة الأمن والتعاون في أوروبا     | 19 يونيو 1991        | 30 يناير 1992          |
|             | يونسكو                             | 16 أكتوبر 1958       | 6 أبريل 1993           |

## وصلات خارجية
- موقع وزارة الخارجية الألبانية